# 紫萁小菇
紫萁小菇（學名：Mycena alphitophora），為小菇科小菇屬的蕈類，最早於1877年以Agaricus alphitophorus的異名被發表描述，最終於1989年被歸類到小菇屬的Sacchariferae節。其特徵為白色小型而精緻的子實體，以及在菌帽和菌柄表面的粉狀覆蓋物。菌柄基部不膨大或呈盤狀。

## 分類命名
本種首個樣本是1873年在百慕達的Devonshire Marsh泥炭地採集到，後來由邁爾斯·約瑟夫·柏克萊於1877年以Agaricus alphitophorus的名稱被科學描述。皮耶爾·安德烈亞·薩卡多於1887年將其轉移到小菇屬，更名為Mycena alphitophora。威廉·阿方索·穆里爾於1916年將本種移至Prunulus屬。雅各布·伊曼紐爾·朗格在1914年發表的Mycena osmundicola是本種的異名。P. Manimohan 和 K.M. Leelavathy於1989年從印度南部確定了distincta和globispora兩個變種 。本種被分類在小菇屬的Sacchariferae節中。

## 特徵描述

### 巨觀結構
菌帽直徑最多 10 毫米，最初呈狹窄的橢圓形，菌帽邊緣向內彎曲，然後變成鐘形，最後邊緣向外翻，有透明深溝的條紋，有密集的白色或粉狀毛狀覆蓋物，但隨年齡增加在邊緣處逐漸變得光滑，毛狀覆蓋物下是灰色，除了中心以外逐漸變白。肉質非常薄。未記錄氣味。菌褶約有18枚，質感柔軟，生長方向向上，能夠到達菌柄，自由或狹窄附著菌柄，狹窄到稍微中間腫起，約0.5毫米寬，薄而光滑，新鮮時為白色，邊緣細微地鑲邊，與菌褶同色。菌柄長達35毫米，寬0.2-0.6毫米，有時基部稍微擴大，無盤狀構造，白色，有密集的白色絨毛狀甚至幾乎羊毛狀毛糙。

### 微觀結構
擔子上有四個孢子，有扣子體。孢子大小約8.1—9.7 x 4.5—5.5微米，瓶形，弱淀粉反應。菌褶緣囊狀體是23—31 x 8—14.5微米，呈棍棒狀或紡錘形，上有長達3微米的圓柱形突起物。菌蓋皮的菌絲呈瘤狀，末端細胞呈球狀、梨形的瘤狀或小刺狀。菌柄囊狀體（Caulocystidia，菌柄上的囊狀體）長達300 x 6.5微米，呈圓柱形，在基部有隔膜，瘤狀或有小刺。

### 相似物種
本種因為小型而呈顆粒狀或絨毛狀的菌帽、具有澱粉狀孢子和大型（相對於其他品種的菌柄囊狀體）而外觀上呈小刺狀的菌柄囊狀體，而被視為Sacchariferae節的典型成員。
本種菌柄表面比Mycena adscendens更加毛糙，但Mycena adscendens有厚腫或呈盤狀的菌柄基部，而且菌柄表面有更加密集的菌柄囊狀體。Mycena stylobates的菌柄由盤狀基部開始，向上一直被粉霜覆蓋，菌帽直徑可達10毫米，且缺少本種的白色顆粒。白色的Hemimycena物種沒有白色顆粒，所有的孢子都不含澱粉。

## 生態分佈
本種單獨或群生於溫室中的蕨類根莖上。最初在百慕達被發現時，生長在各種植物殘骸上，但在歐洲幾乎僅見於溫室，偶爾在自然環境中出現。它已在北美、南美、歐洲、非洲、斯里蘭卡、日本、加勒比海和夏威夷群島有被發現。

## 外部連結
- Mycena alphitophora (Berk.) Sacc. on Mushroom Observer
- Mycena alphitophora (Berk.) Sacc. on The Mycenas on Northern Europe （页面存档备份，存于）